# Guy Roussel
Pour les articles homonymes, voir Roussel.
Ne doit pas être confondu avec Guy Rouxel.
Guy Roussel, né le 17 novembre 1935 à Montpellier, est un footballeur français devenu entraîneur. Il jouait au poste de gardien de but. Il est vainqueur de la Coupe de France 1956-1957 avec le Toulouse Football Club.
Au moment de la victoire du Toulouse Football Club en finale de Coupe de France en 2023, il est le seul survivant de l'équipe victorieuse de 1957.

## Palmarès

### Joueur
- Toulouse FC
  - Coupe de France
    - 1956-1957 : Vainqueur

  -  Challenge des champions
    - Challenge des champions 1957 : Finaliste

### Entraîneur
- SEC Bastia
  - Championnat de France de Division 3
    - 1974-1975 (Groupe Sud) : Vainqueur

- Olympique d'Alès
  - Championnat de France de Division 3
    - 1976-1977 (Groupe Sud) : Vainqueur